# Втроём
«Втроём» — российский фильм 2024 года, романтическая комедия в жарне роуд-муви, дебют режиссёра Александры Сараны.

## Сюжет
У девушки Даши в жизни вроде бы всё отлично: несмотря на молодость, она уже помощник министра культуры Пермского края, у неё есть молодой человек, намечается свадьба, куплена квартира… Но что-то не так, ничто не приносит радости. Молодой человек — зануда, квартира — с видом на пустырь, работа — очередная командировка по краю с проверкой домов культуры, «оптимизацией» парочки библиотек и доставкой баянов в удалённые музыкальные школы. Напившись в баре вечером с непонятной тоски, наутро Даша просыпается в дороге и в своей машине, а за рулём незнакомец. Оказывается, она вчера, будучи пьяной, наняла его в качестве водителя. Им предстоит длительное совместное путешествие по осеннему Пермскому краю.

Меня спросили: «Почему фильм называется „Втроём“, если в нём всего два главных героя?». Конечно, третий — это фикус по имени Боря, который колесит в машине вместе с нашими героями Дашей и Сергеем, но сейчас мне кажется, что третий — это Пермский край.— режиссёр фильма Александра Сарана
По словам создателей картины, фильм основан на реальных событиях: автор сценария раньше занимала пост в минкультуры Пермского края, реалии чиновничьей жизни знает не понаслышке и, как и главная героиня, находилась в похожих обстоятельствах, в сценарии писала про свой опыт; также по словам режиссёра история фильма во многом про то, как она познакомилась со своим мужем.

## В ролях
- Ирина Старшенбаум — Даша
- Сергей Кузнецов — Сергей
- Алесь Снопковский
- Александра Ревенко
- Хельга Филиппова
- Анна Галинова
- Василина Маковцева
- и другие

## Съёмки
Съёмки проходили осенью 2023 года в Пермском крае, в кадре Пермь, этномузей в Чусовом, Кизел, Лысьва, деревня Кондратово.

## Прокат
Премьера состоялась 21 августа 2024 года на XII кинофестивале «Короче» в Калининграде.
В кинопрокат фильм вышел 21 ноября 2024 года, по оценке журнала «Бюллетень кинопрокатчика» ожидаемые ориентиры кассовых сборов 10-15 миллионов рублей.

## Критика
Ещё до премьеры фильм получил ряд положительных отзывов кинокритиков:

Картина очень обаятельная. Снятая на стыке жанров роуд-муви и ромкома, она вайбом отчаянно напоминает «Поехавшую». Оно и немудрено: у обеих картин в сценаристах числится Светлана Штеба. Поначалу кажется, что «Втроём» — туристическая открытка Пермского края, зазывающая зрителей в бескрайние жёлтые леса, к прекрасным голубым рекам. За красоту картинки отвечает настоящий мастер — оператор Алишер Хамидходжаев, но оказывается, что у фильма есть и прелестный сюжет.— Илона Егиазарова, кинокритик, главный редактор «Вокруг ТВ»

Крайне милый роуд-муви-ромком с привлекательными актёрами в главных ролях и красотами Пермского края в качестве приятного бонуса. Он имеет шансы прийтись по вкусу широкому зрителю, особенно региональному. Вполне традиционный жанровый проект.— Никита Никитин, «Бюллетень кинопрокатчика»

## Рецензии
- Ная Гусева — Рецензия на фильм «Втроем»: от любви до Перми // Фильм.ру, 21 ноября 2024